# Krivulje drugog reda
Krivulje drugog reda, konike (prema konus) ili čunjosječnice algebarske su ravninske krivulje drugoga reda nastale presjekom ravnine i kružne dvostruke stožaste plohe. To su kružnica, elipsa, parabola i hiperbola, te njihove degeneracije: par ukrštenih pravaca (ako presječna ravnina prolazi kroz vrh stošca), odnosno par usporednih pravaca (ako se vrh stošca pomakne u beskonačnost). Koja od krivulja će nastati ovisi o kutu koji ravnina zatvara s osi i izvodnicom stošca. 
Geometrijski dokaz povezanosti presjeka stošca ravninom s kružnicom, elipsom, hiperbolom i parabolom izveo je francuski matematičar Dandelin sredinom 19. stoljeća. Dokaz se služi tzv. Dandelinovim kuglama.
U pravokutnom Kartezijevu koordinatnom sustavu konike su određene općom jednadžbom: 
{\displaystyle A\cdot x^{2}+B\cdot x\cdot y+C\cdot y^{2}+D\cdot x+E\cdot y+F=0,}
Na primjer ako je A = C i B = 0, jednadžba opisuje kružnicu. 
Konike su određene s 5 točaka. Ako 3 točke konike leže na istom pravcu, konika je degenerirana. Po takvim se krivuljama gibaju nebeska tijela manje mase u gravitacijskome polju nebeskog tijela veće mase.
Uvjet A2 + B 2 +C2 ≠ 0 označava da je lijeva strana polinom drugog stupnja s varijablama x, y.
Svojstva konika:
| konika    | normalna jednadžba                                              | numerički ekscentricitet ε                         | linearni ekscentricitet e             |
| --------- | --------------------------------------------------------------- | -------------------------------------------------- | ------------------------------------- |
| kružnica  | {\displaystyle x^{2}+y^{2}=r^{2}\,}                             | {\displaystyle 0\,}                                | {\displaystyle 0\,}                   |
| elipsa    | {\displaystyle {\frac {x^{2}}{a^{2}}}+{\frac {y^{2}}{b^{2}}}=1} | {\displaystyle {\sqrt {1-{\frac {b^{2}}{a^{2}}}}}} | {\displaystyle {\sqrt {a^{2}-b^{2}}}} |
| parabola  | {\displaystyle x^{2}=4\cdot a\cdot y\,}                         | {\displaystyle 1\,}                                | -                                     |
| hiperbola | {\displaystyle {\frac {x^{2}}{a^{2}}}-{\frac {y^{2}}{b^{2}}}=1} | {\displaystyle {\sqrt {1+{\frac {b^{2}}{a^{2}}}}}} | {\displaystyle {\sqrt {a^{2}+b^{2}}}} |

## Kružnica
Neka je r > 0 i S točka u ravnini. Kružnica radijusa r sa središtem u S je skup točaka te ravnine od kojih je svaka od njih za r udaljena od S.
Ako je u koordinantnom sustavu x0y točka S (x0, y0) onda jednadžba kružnice glasi 
(x-x0) 2 + (y -y0) 2  =r 2
Za  (x0, y0) = (0,0) imamo kružnicu s centrom u koordinantnom početku i radijusom r koja glasi
x2  + y 2 = r 2
Jednadžba x2  + y 2 =0
predstavlja točku (0, 0).

## Elipsa
Neka je 2a> 0 realan broj ,F1 i F2 različite točke ravnine čija je udaljenost 
│F1  F2│ = 2e < 2a.
Elipsa sa žarištima u F1 i F2 je skup točaka ravni s osobinom da za svaku tačku skupa vrijedi 
│F1T│ + │F2 T│= 2 a
Ako točke F1 i F2 leže na x osi sustava x0y i imaju koordinate F1( -e,0) i F2 ( e ,0) jednadžba elipse glasi
b2  x2 + a2  y 2 = a2b 2

## Hiperbola
Neka je 2a< 2e realan broj, F1 i F2 različite točke ravnine čija je udaljenost 
│F1 F2│= 2e > 2a.
Hiperbola sa žarištima F1 i F2 je skup točaka ravnine s osobinom da za svaku točku T tog skupa vrijedi 
│F1T│ - │F2 T│= 2 a
Za F1 ( -e, 0) i F2 (e, 0) vrijedi 
b2  x2-  a2   y 2 = a2b 2

## Parabola
Neka su u ravnini zadani pravac i točka van tog pravca. Parabola je skup točaka te ravnine od kojih je svaka udaljena od zadanog pravca isto koliko i od zadane točke. Dana točka je žarište, a pravac ravnalica parabole. 
Ako je p udaljenost od ravnalice, a žarište je u sustavu x0y i ima koordinate (0, p/2), jednadžba parabole glasi 
y2 = 2px